# Östra Snartjärnet
Östra Snartjärnet är en sjö i Arvika kommun i Värmland och ingår i Göta älvs huvudavrinningsområde.
Östra Snartjärnet ligger i Byamossarna Natura 2000-område.